# Wolfgang Remer
Wolfgang Remer (* 24. Februar 1945 in Schwerin; † 10. Juli 2021) war ein deutscher Sportfunktionär.

## Leben
Remer, Lehrer für Mathematik und Physik an der Kinder- und Jugendsportschule (KJS) Schwerin und ab Mitte der 1980er Jahre Schulleiter, war in der Deutschen Demokratischen Republik Mitglied des SC Traktor Schwerin, bei dem er sich ab 1972 ehrenamtlich in die Arbeit der Sektion Segeln einbrachte. Im Zuge der Umwandlung des Vereins in den Schweriner Sportclub am 11. Juni 1990 wurde er Vorstandsmitglied und gehörte der Führungsgruppe des Vereins nahezu 20 Jahre an. Gleichzeitig wurde Remer 1990 Vorsitzender des Landessportbundes Mecklenburg-Vorpommern. Bei der Wahl gab es viele Stimmen gegen Remer, dem ehemalige Lehrkräfte der KJS Schwerin vorwarfen, in der DDR als SED-Parteisekretär und Leiter der KJS Schwerin Lehrer aus politischen Gründen aus dem Dienst an der Kinder- und Jugendsportschule entlassen zu haben.
Nach dem Ende seiner Amtszeit als Vorsitzender des Landessportbunds Mecklenburg-Vorpommern im Jahr 2016 wurde er zum Ehrenpräsidenten ernannt. Remer arbeitete zu Beginn seiner Amtszeit an der Eingliederung des DDR-Sports in den bundesdeutschen Deutschen Sportbund mit, im weiteren Verlauf seiner Tätigkeit für den Landessportbund wurde Remers Vorhaben umgesetzt, in Mecklenburg-Vorpommern Jugend- und Senioren-Sportspiele und die Jugendspiele der Ostsee-Anrainerstaaten einzuführen.
Ab 2012 saß er im Landesrundfunkrat Mecklenburg-Vorpommern. 2013 wurde Remer mit dem Verdienstorden des Landes Mecklenburg-Vorpommern ausgezeichnet.